# 鄭梓靈
鄭梓靈（英語：Sirena Cheng，2月29日—），香港小說作家。曾以《我沒有你想的那麼勇敢》及《曖昧二部曲1  不想缺了誰》勇奪2014年香港流行圖書出版協會首屆香港金閱獎的文學類最佳書籍獎項。並以《閉上眼，便會相見》、《再一次，做你的女孩》及《待續回憶2 唯獨愛你難以忘懷》先後奪得香港教育城十大好書獎。2018年香港書展年度主題「愛情文學」十大推介作家。

## 簡歷

### 早期生涯
鄭梓靈從小熱愛寫作，由中一開始，每年暑假都會完成一部長篇小說，然後投稿到出版社，雖然全被投籃，但多年來投稿從未間斷。中學畢業於聖公會曾肇添中學，會考取得6A2B （30分）的成績，而高考則以3A成績考入香港中文大學翻譯系，副修法文、日文研究，並曾於加州大學洛杉磯分校做交換生，之後於香港中文大學現代語言及文化系修讀碩士。
十九歲時她與中學時的好友陸婉慧自資出版新詩詩集《靈慧絮語》，其後再自資出版第一本小說作品《捕捉感覺》。在二十一歲時大學還未畢業的她把《迷失在夢想國的戀人》投稿到花千樹出版社，成功簽約並正式開始職業寫作生涯。

### 花千樹出版社時期
在當時零宣傳、不露面、沒任何社交媒體協助的情況下，鄭梓靈靠著寫實不賣弄的筆觸，細膩而扣人心弦的故事，勾起了讀者的情感共鳴。每本小說甫出版立即進佔各大書局的暢銷書榜，成為書榜常客。
2006年「商務年度暢銷書榜」更有三本作品同時上榜，經報章報導，成為一時佳話，在當時業界內被稱為文壇奇蹟，成名作《迷失在夢想國的戀人》至今已翻印至二十版，並推出了台灣及內地版。
2004年與周杰倫合作，出版廣告小說《聲色繫情緣》，獲周杰倫寫序，於兩岸三地發行。港版由花千樹出版社推出，台灣版由華人版圖文化事業出版社推出，內地版由接力出版社推出。

### 皇冠出版社時期
2008年5月鄭梓靈離開花千樹，強勢加盟皇冠出版社，引起文壇極大迴響。皇冠出版社更於《蘋果日報》刊登全版廣告，宣佈鄭梓靈加盟。她並打破以往出版的習慣，連續2個月推出2本新書——《蜂蜜色的眼睛》及《我們不要說再見》，並開始跟本地插畫師John Ho及畢奇等合作封面製作。
鄭梓靈作風低調，《號外》雜誌在訪問中稱她：「笑容可掬，樣貌標緻，讓人輕易聯想到『明星作家』的稱號。但她偏偏低調，沒有讓自己與作品同時曝光於媒體的焦點上，因她堅信『好看的書就會有人讀』。以持久的寫作替代虛張聲勢的宣傳技倆，重量同時重質」。
作品《迷失在夢想國的戀人》及《離不開》於2009年正式登陸台灣，台灣春天出版社形容她為︰「香港愛情小說新天后，銷量超越亦舒及張小嫻，鄭梓靈是二十一世紀的香港愛情小說掌門人」。
作品《聽說我們仍在相愛》於2013年由台灣皇冠出版社出版，出版社稱她︰「香港八〇後第一把交椅！沒有誰，比她更貼近愛的面貌！」、「八〇後出生的鄭梓靈出道不過短短數年，卻因為豐沛的創作靈感和觸人心弦的愛情故事，瞬間在香港文壇掀起新旋風」。故事並於皇冠雜誌中搶先連載。在訪問中，皇冠雜誌曾形容︰「她極度敏感，沒有一刻不在想事情，擅長把簡單平凡的故事寫得扣人心弦，讓人落淚。她最常使用的兩個字是「幸福」，因為要窮一生去找尋它。她認為被愛是快樂的，但相愛才是幸福。她喜歡寫愛情，慶幸還相信愛」。

鄭梓靈創作力豐沛，出道後每年約出版三本小說，至今出版逾八十本著作。近年亦開始撰寫散文，文章散見於Cosmopolitan、Cosmogirl、明Teens等雜誌，現時為《晴報》「感性成長」(逢星期一至五) 、橙新聞及都市日報專欄作家。
2013-14年度，香港公共圖書館全年新書購入量和借閱量，她的作品均為最高。

### 亮光文化時期
2018年3月加盟亮光文化，出版散文集《就是想念，那個明知道不適合自己的人》。4月與手機故事平台 tbc... 聯乘，網上連載長篇小說《大人的戀愛》，閱覽量超過十九萬。故事預告片由唐詩詠演出，VO︰林海峰、陳志雲，故事插曲「自我感覺還好」由林夕填詞，Gin Lee 李幸倪主唱。
2018年度香港書展，被選為年度主題「愛情文學」十大推介作家，並於書展推出與林夕合著作品《要決心忘記我便記不起》。
2020年5月，開通Patreon寫作生活微雜誌，和讀者分享文字創作、甜品教學短片、好書推介等。
專欄見《晴報》〈逆光成長 （页面存档备份，存于）〉、橙新聞 （页面存档备份，存于）及新閱會 （页面存档备份，存于）。

## 獲得獎項
2014年香港流行圖書出版協會首屆金閱獎，以《我沒有你想的那麼勇敢》及《曖昧二部曲1 不想缺了誰》勇奪文學類最佳書籍獎項。
先後以《閉上眼，便會相見》、《再一次，做你的女孩》及《待續回憶2 唯獨愛你難以忘懷》奪得香港教育城十大好書獎。

## 媒體訪問
明報世紀版專訪︰逆光中書寫愛與成長︰專訪小說作家鄭梓靈
報章訪問散見於《東方日報》、《明報》、《晴報》、《太陽報》、《星島日報》、《經濟日報》、《頭條日報》、《都市日報》等。
雜誌訪問見於《號外》、《明報周刊》、《TVB週刊》、《JESSICA》、《JESSICA Code》、《Cosmogirl》、《U MAGAZINE》、《新Monday》、《台灣皇冠雜誌》、《FANCL雜誌》、《U Plus》、《希望雜誌》等等。
她亦曾接受TVB《星期日檔案》、香港電台、商業電台、DBC數碼電台、Linepaper、《經濟日報》等媒體訪問。
美容分享文章於《明報周刊》、《Metropop》、《壹周刊》及《東方新地more》刊登。

## 出席活動
鄭梓靈很少露面，唯每年都會出席香港書展並舉行簽名會。2011年8月亦曾與楊一沖於澳門宏達圖書中心為合著《待續回憶》系列宣傳舉行簽名會。
其他活動部分包括︰
- 港大青少年文學獎講座，並接受會刊青紙訪問。
- 科大學生會講座
- APM達人夜書市分享會
- 海港城城中喜閱分享會
- 2014年漂書節主講嘉賓，並接受Roadshow電視訪問。
- 2014年書展，商務印書館舉行100周年「書香人情　香港書業世紀回眸」展覽，以香港愛情小說代表展出作品[8]。
- 為吉野家勤學大賞2014「字。家。創作」寫作比賽擔任評審[9]。
- 參與2015 Giorgio Armani Beauty CC Cream廣告企劃[10]
- 2018年度香港書展年度主題「愛情文學」十大推介作家 （页面存档备份，存于），並於書展演講廳舉行講座——「要決心忘記我便記不起︰談愛情與寫作」。

## 作品列表

### 詩集
- 《靈慧絮語》(與陸婉慧合著)(青文書屋)

### 長篇小說
匯智出版有限公司
- 《捕捉感覺》

花千樹出版有限公司
- 《迷失在夢想國的戀人》
- 《流浪的旋轉木偶》
- 《活在過去愛在過去》
- 《童話休止符》
- 《初戀格子襯衫》
- 《甜甜圈的約定》
- 《聲色繫情緣》
- 《悽之翼》
- 《那些傻事......》
- 《紅郵箱與沉默的街》
- 《淚影重疊的瞬間》
- 《海不再藍》
- 《一毫米的悸動》
- 《無名字的你》
- 《離不開》
- 《最美的時候》
- 《寂寞本是無罪》
- 《閉上眼，便會相見》
- 《無痕的記憶》
- 《即使世界將我們遺忘》
- 《迷失在夢想國的戀人——十周年紀念版》

皇冠出版社(香港)有限公司
- 《蜂蜜色的眼睛》
- 《我們不要說再見》
- 《聽說我們仍在相愛》
- 《再一次，做你的女孩》
- 《我想你不是真的愛我》
- 《我的愛是無可救藥》
- 《踏過戀人的界線》
- 《對不起，還想再遇你》
- 《遙遠的親密關係》
- 《或許，我們只是剛好遇上》
- 《是誰，讓你來到我身邊》
- 《原諒我不懂你孤單》
- 《假如我們不是這樣開始......》
- 《心碎的聲音》(短篇小說集)
- 《我的世界你永遠不懂》
- 《我沒有你想的那麼勇敢》
- 《曖昧二部曲1  不想缺了誰》
- 《曖昧二部曲2  又再想起誰》
- 《再也不能一起了嗎？》
- 《請帶我走 (上)》
- 《請帶我走 (下)》
- 《其實我們只欠一個擁抱》
- 《你，曾經是我最想靠近的人》
- 《到現在還想你》(短篇小說集)
- 《記得那時我們擁有彼此》
- 《別讓我離開你》

亮光文化有限公司
- 《大人的戀愛》
- 《聽說我們仍在相愛》(修訂版)
- 《你是我不再愛戀的理由》
- 《逆光中的你》
- 《再一次，做你的女孩》(修訂版)
- 《寂寞同溫層》
- 《舊物重生師》
- 《12種後悔》（短故事集）
- 《我們不要說再見》(修訂版)
- 《結婚分居‧離婚同居》
- 《明天的我一定不會這樣想》
- 《出走旅館時光》（短故事集）

台灣版
- 《聲色繫情緣》(華人版圖文化事業有限公司)
- 《迷失在夢想國的戀人》(春天出版社)
- 《離不開》(春天出版社)
- 《聽說我們仍在相愛》(皇冠文化出版有限公司)

中國版
- 《迷失在夢想國的戀人》(接力出版社)
- 《聲色繫情緣》(接力出版社)

待續回憶系列 (與楊一沖合著)
- 《待續回憶1 戀人之前 道別以後》
- 《待續回憶2 唯獨愛你難以忘懷》
- 《待續回憶3 直到愛情不再年輕》

### 散文集
皇冠出版社(香港)有限公司
- 《致我們心底已死的愛情》
- 《等一個人該等多久》
- 《分手是最漫長的告別》
- 《可以選擇別人 但我偏偏選擇你》
- 《你只是還沒遇上那個非愛不可的人》

亮光文化有限公司
- 《就是想念，那個明知道不適合自己的人》
- 《要決心忘記我便記不起》(林夕合著 歌詞、短小說、詩)
- 《總有一天可以忘記最初的傷害》(短小說、散文)
- 《愛上你是世上最寂寞的事》(短小說、散文)
- 《不需要你念念不忘》(短小說、散文)
- 《不曾存在的愛情 與曾經在身邊的你》(短小說、散文)
- 《大人女子課》
- 《大人女子課2》
- 《自你以後，學懂了誰值得》

台灣版
- 《平凡是最難的相愛》(立京文化)
- 《要決心忘記我便記不起》(林夕合著 歌詞、短小說、詩) (台灣亮光文化)

### 舞台劇改編
拉闊劇團改編小說《假如我們不是這樣開始……》，由李蘊及鄭嘉俊主演，於香港藝術中心壽臣劇院上演六場(2013年5月16-19日)。

### 廣播劇改編
由香港中文大學、香港科技大學和樹仁大學合作改編《心碎的聲音》中短篇小說〈隙縫中的女人〉。
由香港樹仁大學新傳電台改編長篇小說《對不起，還想再遇你》。

### 登陸聲畫導航手機平台
長篇小說《大人的戀愛》於手機平台 tbc... （页面存档备份，存于） 連載。 (新假期報道 （页面存档备份，存于）)

## 外部連結
- 個人官方網站 （页面存档备份，存于）
- Facebook鄭梓靈(皇冠官方專頁) （页面存档备份，存于）
- Instagram （页面存档备份，存于）
- 官方微博 （页面存档备份，存于）